# 光の王
『光の王』（Lord of Light）は、ロジャー・ゼラズニイ著のSF小説。ヒューゴー賞受賞作品。日本語訳は深町眞理子が担当し、ハヤカワ文庫から刊行されている。旧版のイラストは萩尾望都、新版のイラストは皇名月が手がけている。

## あらすじ
人類は宇宙に進出しある惑星に入植した。
彼らは科学技術を駆使して新しい肉体への転生を繰り返すことにより、不死に近い寿命を手に入れていた。
そしてその者達の一部は、転生による長寿の副産物として、神々を思い起こさせるような超能力を手に入れた。
一方、その惑星にはエネルギー生物に進化した原住民がいて人類を苦しめていた。
人類は科学技術と神を思い起こさせる超能力を武器にしてエネルギー生物と戦い、「地獄」と名付けた地下空間に彼らを閉じこめることに成功する。
この戦いで力を得た超能力者たちは、ヒンドゥー教の神話の世界を彷彿とさせる社会を造り上げ、神々として君臨した。
その社会に疑問を覚えた第一世代の一人であり促進主義者であるサムは、地球古代の宗教である仏教を武器として選び、神々との戦いを始めた。
しかし、一度は敗れ惑星上の磁性の雲「神々の橋」に封印されてしまう。
その後、ヤマの助けを借りてこの世に復帰したサムは、かつて共に戦った仲間達とともに、最後の戦いに立ち上がる。

## 用語
第一世代
物語の舞台となる惑星に訪れ、開拓を行った人々。現在は「天上都市」を拠点とする。それぞれが持つ素質を強化して超常的な特性・能力を手にしており、彼ら自身の力と卓越した科学技術を背景に神々として君臨している。彼らは以降の世代を下位に位置づけ、科学技術を独占し、人々の中から生まれた技術の芽を潰すこともやっている。モチーフはインド神話。神の名は固有ではなく、ある神を担当していた者が死んだりすると、別の者が代わりにその神としての立場を受け継ぐ。

業（カルマ）の司法神
この惑星ではひとが死ぬと、彼らのところに運ばれ、それまでの行いに応じて新しい肉体が用意される。その際に審査を行うのが彼らである。あくまで神々（第一世代）の論理のもと審査は行われ、有害な思想（促進主義）の持主には肉体を与えない。

「相」
神々がそれぞれの異能力を発現する際に帯びるもの。「相」によってインドラなら雷、といった「属性」を発する。

促進主義
サムがもたらした仏教とともに神々から危険視されている思想。神々が独占している科学技術を開放し、人々に恩恵と進歩をもたらそうとする考え方。

羅刹（ラークシャサ）
人間が訪れる前から住んでいた惑星の先住種族。かつては人間のように肉体を持っていたが、獲得した技術により自分達をエネルギー体に変えた。入植初期の人類と接触し、転生装置を手に入れて人の体を得ようとしたため巨大な磁性壜に封印された。のちにサムによってその多くが野に放たれる。

ウラート
今は失われた地球のこと。

## 登場人物
サム
カルキンとして名を知られた。第一世代の一人。シッダルタ(悉達多)。正覚者、仏陀、マハーサマートマン、マイトレーヤ(弥勒：光の王)、その他数々の呼び名を持つ。この惑星に入植したばかりの頃、エネルギー生物をはじめとする異種族を滅ぼし拘束することで功績をあげた。のちに神々に対抗する意志を抱き、その手段として仏教を採用した。信奉者からは、仏陀などと呼ばれている。本人は仏教を信じているわけではなく、道具として都合が良ければ他の宗教でも構わなかったとしている。食えない性格の持主で、ラートリーは「かれの欺瞞性こそ、かれの最大の力」としている。彼が持つ「相」として、電気エネルギーの流れを操ることが出来る。

ヤマ
死神ヤマの名を持つ男。またの名をヤマ＝ダルマ。サムを殺害するために天上都市から派遣されたが、最終的にサムの側に回る。「第三世代」出身で死を司る神として知られる。武芸に優れており、相を帯びると凝視によって対象を死に至らしめることが出来る。
一方、神としての能力とは別に、豊富な科学技術の知識の持ち主としても知られる。神々の持つ力を有効に活かすため、シヴァ神のいかずちの車をはじめ、数多くの武器や戦車を作った。
破壊の女神カーリーに心を寄せており、死の神と破壊の女神が結ばれることを望んでいる。

ラートリー
夜の女神ラートリーの名を持つ女。彼女の「相」は闇を操る能力。ある空間を夜のように包み込んだり、ある対象に闇を被せて取り付かせることもできる。神々が課している体制に疑問を抱き、「天上都市」を脱した。サムの協力者でありラートリー教団からサムの信徒に僧院が与えられている。神だった頃の「相」が僅かながら残っている。一度目の戦いでサムに協力した罰として人間への降格と、中年の十人並み以下の醜女への転生しか認められなくなり、サラスヴァティーと並び称された美しさは失われている。「愛（カーマ）の殿堂」という娼館の主人をしている。

タク
<輝く槍>のタク。<古文書保管者>のタク。一回目の戦いでサムに協力したとして罪に問われ、猿に転生させられた。ラートリーとは「天上都市」の住人だったときに会ったことがある。猿の姿のままヤマと行動を共にしている。

リルド
カーリーが仏陀を装ったサムに送った暗殺者。かつてヤマの武芸の弟子だったことがある。偶然のことでサムの暗殺には失敗する。サムは単なる戦いの武器として仏教を選んだが、リルドはその教えの真理に気づき、それに基づいた行動をとる。

ブラフマン
一体三神（トリムールティ）のひとり。創造神ブラフマン。ブラフマンとして、見事な男性としての立場と肉体を備えている。にもかかわらず、元々は女性として産まれ、その見事な男性の肉体はあくまで転生で得た後天的なものであるが故に男性的な魅力が他の男神にかなわず、そのことを不満に思っている。第一世代の人間としての名はマドレーヌ。

ヴィシュヌ
一体三神のひとり。維持神ヴィシュヌ。ヤマの力を借りて見事な天上都市を作り上げ管理している。

シヴァ
一体三神のひとり。破壊神シヴァ。ヤマの作った「いかずちの車」を操って、他の神々とともに世界を支配している。

カーリー
破壊の女神カーリー。ドゥルガー。カルキンだった頃のサムの妻。カーリーの名にふさわしい力と気性の持主で、時の夫カルキンとともに暴れまわり多大なる武功をあげた。闘争を求める気質は一応の平和が訪れた現在も変わらない。死の神であるヤマが心を寄せている。

クベラ
護世神クベラ。肥満者クベラとも呼ばれる。<神々の陶酔>の力を持つ。サムとともに神々との戦いに参加した。

ニルリティ
死の女神ニルリティの名を持つ男。天上都市から去った狂信者。かつてはキリスト教の神父であり、第一世代の一人としてこの星にやってきた。本名はレンフルー。いまだにキリスト教の信仰を持ち、異教を模した第一世代や彼らの支配する社会の在り方を忌まわしいものとみなす。ゾンビの軍団を率いており、一時的にサムたちと手を組む。

ターラカー
この星の先住民であり、エネルギー生物となった羅刹たちの親玉。自分の強さに自信を持ち、賭け事を愛するなど奔放な性質を持つ。サムと取引をするが、そのサムの肉体を乗っとってしまうなど一筋縄ではいかない性格。

## 日本語訳書
- 旧版 1985年8月31日刊行 ISBN 978-4150106256
訳・解説：深町眞理子、イラスト：萩尾望都
- 新版 2005年4月21日刊行 ISBN 978-4150115128
訳：深町眞理子、解説：堺三保、イラスト：皇名月